# Abd al-Qahir Al-Jurjani
Ne pas confondre avec le grammairien du XIVe siècle ‘Alī b. Muhammad al-Jurjāni.
Abd al-Qahir Al-Jurjani (en arabe عبد القاهر الجرجاني) de son nom complet ʿAbd al-Qāhir ibn ʿAbd al-Raḥmān Jurjānī, né en Perse vers 1010 et mort en 1078 à Gurgan, est un grammairien et rhétoricien arabe. Longtemps connu principalement comme grammairien, il a fallu attendre l'époque contemporaine pour que l'originalité de sa théorie littéraire soit saluée.

## Biographie
On sait peu de choses de sa vie,. Il naît à Gurgan vers 1010. Il ne voyage pas comme c'était alors l'usage pour compléter sa formation théorique, mais passe sa vie dans sa ville natale. Il étudie auprès du neveu du grammairien Abu Ali al-Farisi (en), il commente le Kitab al-iḍah de ce dernier. Sa langue maternelle était sans doute le persan, mais il écrit en arabe.
Il est mort à Gurgan en 1078 ou 1081,.

## Œuvre
Outre deux commentaires sur le Kitab al-iḍah d'al-Farisi, il est l'auteur de deux livres sur la grammaire arabe : le Kitab al-jumal (al-jumal signifie « phrase » en arabe) et Al-ʿawāmil al-ma'at al-nahwiyyat fī uṣūl ʿilm al-ʿarabiyyat (« 100 éléments grammaticaux aux origines de la science de la langue arabe »). De son vivant, il est connu comme un grammairien, ce qui lui vaut son surnom : al-naḥwī (« le grammairien »). Il a aussi publié une anthologie de poèmes d'Abū Tammām, al-Buhturi et al-Mutanabbi,.
Mais c'est son analyse de la langue poétique qui a retenu l'attention des commentateurs modernes. Sa théorie littéraire est exposée dans deux livres : Dalāʾil al-iʿjāz (« Les indices de l'inimitabilité du Coran ») et Asrār al-balāgha (« Les secrets de l'éloquence »).

## Théorie littéraire et linguistique

### Ancrage théologique
Sa réflexion sur le langage littéraire a un fondement théologique. Le point de départ s'en trouve dans le Coran et l'affirmation que l'on y trouve du caractère inimitable du livre sacré de l'islam ou iʿjāz (inimitabilité miraculeuse du Coran), : « Si les hommes et les jinns étaient assemblés avec le dessein de produire un livre tel que le Coran, ils ne pourraient en produire un semblable, même s'ils s'aidaient les uns les autres. » (XVII, 88) Mais le Coran ne précise pas en quoi consiste cette supériorité inégalable. Plusieurs auteurs classiques ont tenté de résoudre cette question. Ils ont produit deux hypothèses principales. Pour les uns, la nature inégalable du Coran tient à son style, son éloquence, sa composition littéraire. Pour d'autres, il est insurpassable non sur la forme, mais quant à son contenu : il révèle des mystères cachés, que le prophète Muhammad ne pouvait connaître sans une aide divine, notamment au sujet de l'avenir,. 
La nouveauté de la théorie d'al-Jurjani est de rejeter ce dualisme de la forme et du contenu,. C'est le refus de ce dualisme qui le conduit à une théorie littéraire nouvelle et, plus généralement, une théorie du langage inédite. On peut en trouver les prémices chez le Qadi Abd al-Jabbar qui l'a esquissée,. Pour ce dernier, la supériorité du Coran ne peut résider dans le fait qu'il dévoile des secrets, car elle ne concernerait alors que certains passages du Texte. On ne doit pas séparer le fond de la forme ou les mots (lafz) de leur sens (ma’nâ) mais les considérer dans leur articulation. C'est cette intuition que développe al-Jurjani. 

### Nécessité de l'étude de la rhétorique
Au lieu de dénigrer la poésie préislamique comme le fait al-Baqillani dans le but de prouver la supériorité du Coran, al-Jurjani s'appuie au contraire sur une analyse de la nature de l'éloquence et de l'expressivité en poésie pour percer les secrets de l'i'jaz. L'étude de la poésie a donc des implications théologiques. Elle n'est pas un savoir secondaire et mineur, mais une obligation religieuse dont dépend l'élucidation de l'inimitabilité miraculeuse du Coran, mais aussi la pleine compréhension de la parole divine. « Ignorer la science de la rhétorique (al-balâgha), dont les lois ne peuvent être connues qu’en étudiant la poésie, empêche de prétendre à quelque science que ce soit du Coran et de son interprétation. » Les vues d'al-Jurjani ont ainsi des conséquences, au-delà du domaine littéraire, en matière d'exégèse coranique. En effet, al-Zamarkhshari utilisera les idées de Jurjani dans son Tafsir,. 

### Le mot et le sens
Al-Jurjani élabore l'idée que la force expressive de l'image poétique ne naît pas des mots eux-mêmes, pris isolément. Le mot ne peut avoir de valeur poétique que dans sa relation au contexte. Le mot n'acquiert son sens que par rapport aux autres mots. Un poème est un tout organique où chaque élément contribue à la signification d'ensemble. Le sens résulte d'une interaction de chaque élément avec les autres et avec le tout. De sorte que si l'on modifie un élément, on altère la signification de l'ensemble. Cela implique que l'idée exprimée ne pouvait pas l'être exactement d'une autre manière. « Les mots ne font pas sens jusqu'à ce qu'ils soient construits d'une certaine façon, arrangés et harmonisés dans un modèle. »  
Le langage est ainsi défini par Jurjani comme un système de relations : un texte est comme un organisme où chaque élément participe à l'élaboration du sens. Jurjani met en avant la notion de nazm, que l'on peut traduire par composition ou arrangement,. Plus que du fond ou de la forme seuls, c'est de la composition que naît la beauté littéraire. Le nazm est le résultat de l'interaction des mots les uns avec les autres. Le mot seul n'a pas de valeur poétique. C'est de la rencontre entre les mots que naît la beauté d'une image poétique. L'implication de cette théorie, c'est que le sens n'est pas préexistant. Par conséquent, l'image poétique n'est pas un ornement qui vient s'ajouter à la signification pour l'embellir. Elle a un rôle fonctionnel : elle participe à l'élaboration du sens, dont elle est inséparable. En cela, Al-Jurjani dépasse la définition de la rhétorique par Al-Rummani (ar) : « faire parvenir le message par la plus belle image. » L'image ne vient pas s'ajouter au message, elle est constitutive du message - sans elle, le sens ne serait pas le même. Elle n'est pas non plus un substitut ou un équivalent de la signification littérale : sans l'image, la signification ne serait pas la même.  

### Théorie de l'image poétique
Dans Asrār al-balāgha, al-Jurjani applique cette théorie à l'image poétique (majāz). Tandis que la langue commune et prosaïque a un sens manifeste qui ne requiert pas d'interprétation, de l'image poétique naît une « signification de signification », une signification qui en engendre une nouvelle, un sens au second degré. Al-Jurjani propose une classification des types d'images poétiques. Dans tous les cas, l'image suppose une analogie. Elle consiste dans le rapprochement de deux idées. La similitude peut être plus ou moins manifeste. Elle exigera un effort plus ou moins grand d'interprétation. Plus la distance entre les idées rapprochées est grande, plus l'image a de force expressive. Elle produira davantage d'émotion chez le lecteur. Al-Jurjani lie l'étrangeté et la singularité de l'image à sa beauté. Ainsi, Jurjani met en avant un rôle de l'imagination, aussi bien dans le processus de création que dans l'interprétation par le lecteur. Il souligne aussi le rôle actif du lecteur. En effet, l'image doit parfois être comprise dans un contexte culturel qui lui donne son sens,. Al-Jurjani avance aussi l'idée que la signification n'est pas unique : un texte est ouvert à une multitude d'interprétations. C'est ce qui fait sa force expressive.  
L'Asrār distingue plusieurs types d'images poétiques : le tashbih, le tamthil et l'istiʿara. Le tashbih est une comparaison, où l'analogie est explicite. Le tamthil est une comparaison complexe. La perception de l'analogie n'est pas immédiate et demande davantage d'imagination au lecteur. L'isti'ara est une métaphore : l'analogie n'est pas explicite, mais seulement suggérée.

### Al-Jurjani et Aristote
Bien qu'il ait probablement lu la Rhétorique d'Aristote, traduite en arabe depuis le IXe siècle, la théorie d'al-Jurjani demeure originale. Elle présente des points communs avec les vues du Stagirite. Comme lui, il définit l'image comme mise en relation de deux entités ; l'image repose sur une analogie ; elle implique un rôle de l'imagination. Mais il conçoivent différemment la comparaison et la métaphore. Pour Aristote, la métaphore consiste à substituer un mot à un autre. Pour Jurjani, elle ne peut consister en une simple substitution, puisque le mot à lui seul n'est pas signifiant, mais seulement pris dans un contexte. Pour Aristote, la rhétorique est un ornement, elle a pour but la persuasion. Art de plaire, elle est subordonnée à l'art de dire le vrai et inférieure à la logique démonstrative. En revanche, pour Jurjani, la rhétorique est impliquée dans l'élaboration de la connaissance qu'il s'agit de communiquer.

## Postérité
Il est célèbre de son vivant en tant que grammairien. Mais l'originalité de sa théorie littéraire et linguistique est restée méconnue jusqu'à sa découverte par Mohamed ʿAbduh. Ce dernier est le premier à proposer une édition critique de l'Asrār et du Dalāʾil, mais il a eu du mal à se procurer les manuscrits. Il prend la décision d'intégrer l'œuvre d'al-Jurjani au corpus des études de l'université al-Azhar. Il utilise le Dala'il et l'Asrar comme manuels pour son propre cours de rhétorique.
On a expliqué la faible diffusion de la théorie de Jurjani par des raisons géographiques : il n'a pas voyagé, et par conséquent pas propagé ses idées. Mais une autre explication est avancée : il a été lu surtout par des grammairiens, qui n'ont pas perçu la nouveauté de sa théorie littéraire. C'est à cause du cloisonnement des disciplines que son œuvre serait restée dans l'ombre. En effet, ses écrits n'étaient pas ignorés. Ils sont connus d'al-Sakkaki. Fakhr al-din Al-Razi est l'un des premiers à percevoir l'aspect révolutionnaire de la pensée de Jurjani qu'il résume dans Nihayat al-i'jaz. Mais il est peu suivi. Al-Zamakhchari se sert de sa théorie dans son exégèse, mais sans le citer. C'est avec Jalal al-din al-Qazwini (ar) (m. 1338) que sa théorie commence à avoir une réelle postérité.